# 腐霉利
腐霉利（英語：Procymidone）是一種農藥。它通常用於殺死不需要的蕨類植物和蕁麻，以及作為殺滅真菌的二甲酰亞胺殺菌劑，例如用作羽扇豆、葡萄、核果、草莓的拌種、收穫前噴灑或收穫後浸漬。它是一種已知的內分泌干擾物，可干擾雄性大鼠的性別分化。它被認為是一種毒藥。

## 外部連結
- 腐霉利 in the Pesticide Properties DataBase (PPDB)